# Лодно
Лодно (слч. Lodno) насељено је мјесто са административним статусом сеоске општине (слч. obec) у округу Кисуцке Нове Место, у Жилинском крају, Словачка Република.

## Становништво
| Година:    | 1994. | 2004.    | 2014.   | 2024.   |
| ---------- | ----- | -------- | ------- | ------- |
| Број људи: | 896   | 991      | 1003    | 967     |
| Разлика:   |       | +10,60 % | +1,21 % | -3,58 % |

| Година:    | 2023. | 2024.   |
| ---------- | ----- | ------- |
| Број људи: | 963   | 967     |
| Разлика:   |       | +0,41 % |

Према подацима о броју становника из 2023. године насеље је имало 963 становника.